# (31617) Meeraradha
1999 GP17 (asteroide 31617) é um asteroide da cintura principal. Possui uma excentricidade de 0.12916800 e uma inclinação de 9.27371º.
Este asteroide foi descoberto no dia 15 de abril de 1999 por LINEAR em Socorro.